# Aoheng jezik
Aoheng jezik (penihing; ISO 639-3: pni), austronezijski jezik uže kayanske skupine, podskupine muller-schwaner ‘punan’, kojim govori 2 630 ljudi (Wurm and Hattori 1981) na indonezijskom dijelu Bornea u provinciji East Kalimantan.
Pripadnici etničke grupe zovu se Aoheng a žive na gornjim tokovima rijeke Mahakam, Kapuas i Barito

## Vanjske poveznice
- Ethnologue (14th)
- Ethnologue (15th)